# アジア・ジャパン沖縄オープンゴルフトーナメント
アジア・ジャパン沖縄オープンゴルフトーナメントは、日本ゴルフツアー機構（JGTO）とアジアンツアー（Asian Tour）の共催により、2002年から2005年まで行われた男子プロゴルフトーナメントである。

## 概要
元々は毎年4月下旬に開催されていたアジアンツアー日本大会（2001年のみ「アジア・パシフィックゴルフ選手権競技大会」として開催）の「ダンロップオープン→キリンオープン」と、12月のシーズン最終戦として開催されていた「沖縄オープンゴルフトーナメント」（協賛:大京→DDIグループ→ファンケル）の2つの大会を源流とする。
運営予算費用が限られたため沖縄オープンが2001年で休止、2002年にはアジアンツアーの日程調整が難航しキリンオープンも休止となった。そこで沖縄県が日本国本土復帰30周年を迎えたことを記念し、12月に日本ツアーとアジアンツアーの両団体が共同主催して装いを新たに「アジア・ジャパン沖縄オープンゴルフトーナメント」として開催されることとなった。
なお、日本ツアーの扱いとしては開催年度の最終戦をゴルフ日本シリーズとしているため、この大会は開催した年の翌年度の開幕試合として扱われ、賞金ランキングも翌年度分として計算されていた。
2005年実績、賞金総額1億円、優勝賞金2000万円。
2005年（12月15日〜18日、那覇ゴルフ倶楽部で開催）には、女子プロゴルフの宮里藍が日本人女性として初めて日本で行われる男子の大会に主催者推薦で参加したが、予選落ちとなった（ちなみに2004年は実兄の宮里聖志がプロ初優勝を飾っている）。
2005年を最後に幕を閉じる事になった。

## 歴代優勝者
アジア・ジャパン沖縄オープン
- 2005年：高山忠洋
- 2004年：宮里聖志
- 2003年：谷原秀人
- 2002年：藤田寛之

## テレビ放送
大会が始まった2002年から2004年まではテレビ朝日系列だったが、最終年の2005年はテレビ東京系列及びBSデジタル放送のBSジャパンでの放送だった。2005年は宮里藍が出場したこともありテレビ東京系列では4日間すべて中継、沖縄地区の琉球朝日放送（テレビ朝日系列、当時は沖縄本島周辺のみ放送）でも決勝ラウンド2日間を中継した。